# 한국농촌사회학회
한국농촌사회학회(The Korean Rural Sociological Society)는 농촌사회학 및 이와 관련된 분야의 학술연구와 회원 상호간 전문적 지식 교류 등을 통해 농촌사회 발전에 기여할 목적으로 2007년 6월 18일 설립허가된 대한민국 농림수산식품부 소관의 사단법인이다. 사무실은 경상남도 창원시 마산합포구 월영동 449, 경남대학교 인문관 411호에 있다.

## 연혁
- 1990년 : 한국농촌사회학회 창립
- 1990년 6월 : 한국농촌사회학회 전문학술지《농촌사회》최초 발간
- 2007년 7월 11일 : 사단법인 한국농촌사회학회 설립 등록

## 학술지
《농촌사회》는 1991년 창간되어 2022년 현재 32집 1호가 출간되었음
- 한국학술정보 보관됨 2011-09-03 - 웨이백 머신에서 검색 및 원문열람가능
- 학술진흥재단 등재지